# Драган Калуђеровић
Драган Калуђеровић (Земун, 4. фебруар 1951  –  Гаревац, Модрича, 24. мај 1993). Био је српски и југословенски пјесник. 

## Биографија
Дјетињство је провео у Милошевцу код Велике Плане. Као тринаестогодишњак преселио се у Сарајево, гдје је завршио гимназију. Студирао је театрологију на Филозофском факултету у Сарајеву. Писао је књижевне и позоришне критике за омладинску штампу и књижевне часописе. Озбиљно нарушеног психичког здравља, интерниран је 1978. у психијатријски азил у Јагомиру. Преминуо је 15 година касније у психијатријској установи „Јакеш“ код Модриче. За живота је објавио педесетак пјесама, које је Хамдија Демировић сакупио и објавио у књизи Песме. Калуђеровић је узоре проналазио у егзистенцијалистичкој поезији Томаса Елиота и у збирци Канти Езре Паунда. Његове пјесме Слободан Благојевић је уврстио у Антологију новије поезије Босне и Херцеговине (Сарајево 1978) и Антологију босанскохерцеговачке поезије двадесетог стољећа (Сарајево 1980).